# Drimia aurantiaca
Drimia aurantiaca är en sparrisväxtart som först beskrevs av Harald Lindberg, och fick sitt nu gällande namn av John Charles Manning och Peter Goldblatt. Drimia aurantiaca ingår i släktet Drimia och familjen sparrisväxter.
Artens utbredningsområde är Marocko. Inga underarter finns listade i Catalogue of Life.